# Generation Adidas Cup
La Generation Adidas Cup (anteriormente conocida como Copa SUM Sub-17) es una competición de fútbol organizada por la Major League Soccer para los equipos Sub-17. Como parte de la "Iniciativa Home Grown", la Generation Adidas Cup se centró en el desarrollo del jugador y al mismo tiempo en la competencia de elite para los involucrados. Desde 2014, los clubes internacionales han sido invitados para participar de la competición.

## Finales
| Año  | Campeón            | Marcador     | Subcmapeón           | Sede                                                |
| ---- | ------------------ | ------------ | -------------------- | --------------------------------------------------- |
| 2007 | D.C. United        | 3–0          | Kansas City Wizards  | Dick's Sporting Goods Park, Commerce City, Colorado |
| 2008 | Real Salt Lake     | 1–1 (5–4 p.) | D.C. United          | Dick's Sporting Goods Park, Commerce City, Colorado |
| 2009 | D.C. United        | 1–1 (6–5 p.) | FC Dallas            | Dick's Sporting Goods Park, Commerce City, Colorado |
| 2010 | D.C. United        | 0–0 (5–4 p.) | Real Salt Lake       | Robertson Stadium, Houston, Texas                   |
| 2011 | Los Angeles Galaxy | 2–0          | FC Dallas            | Pizza Hut Park, Frisco, Texas                       |
| 2012 | Philadelphia Union | 2–2 (4–3 p.) | Toronto FC           | Starfire Sports Complex, Tukwila, Washington        |
| 2014 | Stoke City         | 1–1 (4–2 p.) | Real Salt Lake       | Toyota Stadium, Frisco, Texas                       |
| 2015 | River Plate        | 1–0          | Eintracht Fráncfort  | Toyota Stadium, Frisco, Texas                       |
| 2016 | River Plate        | 2–0          | Universidad de Chile | Toyota Stadium, Frisco, Texas                       |
| 2017 | River Plate        | 2–1          | Flamengo             | Toyota Stadium, Frisco, Texas                       |
| 2018 | Flamengo           | 1–0          | Athletico Paranaense | Toyota Stadium, Frisco, Texas                       |
| 2019 | Seattle Sounders   | 1–0          | Valencia             | Toyota Stadium, Frisco, Texas                       |
| 2022 | Seattle Sounders   | 2-0          | Tigres               | Toyota Stadium, Frisco, Texas                       |

## Títulos por equipo
| Equipo               | Títulos | Subtítulos | Años campeón     |
| -------------------- | ------- | ---------- | ---------------- |
| DC United            | 3       | 1          | 2007, 2009, 2010 |
| River Plate          | 3       | 0          | 2015, 2016, 2017 |
| Seattle Sounders     | 2       | 0          | 2019, 2022       |
| Real Salt Lake       | 1       | 2          | 2008             |
| Flamengo             | 1       | 1          | 2018             |
| Los Angeles Galaxy   | 1       | 0          | 2011             |
| Philadelphia Union   | 1       | 0          | 2012             |
| Stoke City           | 1       | 0          | 2014             |
| FC Dallas            | 0       | 2          |                  |
| Kansas City Wizards  | 0       | 1          |                  |
| Toronto FC           | 0       | 1          |                  |
| Eintracht Fráncfort  | 0       | 1          |                  |
| Universidad de Chile | 0       | 1          |                  |
| Athletico Paranaense | 0       | 1          |                  |
| Valencia             | 0       | 1          |                  |
| Tigres               | 0       | 1          |                  |

## Títulos por país
| País           | Títulos | Subtítulos |
| -------------- | ------- | ---------- |
| Estados Unidos | 8       | 6          |
| Argentina      | 3       | 0          |
| Brasil         | 1       | 2          |
| Inglaterra     | 1       | 0          |
| Canadá         | 0       | 1          |
| Alemania       | 0       | 1          |
| Chile          | 0       | 1          |
| España         | 0       | 1          |
| México         | 0       | 1          |